# سورگون
سورگون (به ترکی استانبولی: Sorgun) شهری است در کشور ترکیه که در استان یوزگات واقع شده‌است. جمعیت این شهر بر اساس سرشماری سال ۲۰۰۸ میلادی ۴۹٬۵۲۸ نفر و بر اساس برآوردهای سال ۲۰۰۹ میلادی ۵۵٬۰۲۹ نفر می‌باشد.